# Marinstaben (Finland)
Marinstaben eller Merivoimien esikunta är en högre ledningsstab inom finländska marinen som verkat i olika former sedan 1918. Förbandsledningen är förlagd i Heikkilä garnison i Åbo.

## Historik
Marinstaben bildades i juli 1918 och fungerar som ledningsstab för kommendören för Marinen. Verksamheten vid Marinstaben leds av stabschefen för Marinen.

## Verksamhet
Marinstaben består av sju avdelningar kansli, personal-/utbildnings-, underrättelse-, operativa, underhålls-, planerings- och ledningssystemavdelningen) samt två avdelta enheter: Marinens IT-center  och Flottans musikkår.

## Ingående enheter
- Kustflottan
- Kustbrigaden
- Nylands brigad
- Sjökrigsskolan

## Förläggningar och övningsplatser
Marinstaben är belägen i Åbo, på det historiska militärområdet i Heikkilä. 

## Förbandschefer

### Kommendören för Marinen
- 1918–1919: Konteramiral Johannes Indrenius
- 1919–1919: Konteramiral Hjalmar von Bonsdorff (tillförordnad befälhavare)
- 1919–1919: Generalmajor Oscar Enckell
- 1919–1923: Generalmajor Kaarlo Kivekäs
- 1923–1926: Konteramiral Gustaf Toivo Johannes von Schoultz
- 1926–1926: Befälhavare Yrjö Roos vac. befälhavare
- 1926–1927: Befälhavare Arvo Wirta va. befälhavare
- 1927–1946: Generallöjtnant Väinö Valve
- 1946–1946: Konteramiral Svante Sundman
- 1946–1952: Generallöjtnant Eino Iisakki Järvinen
- 1952–1964: Viceamiral Oiva Koivisto
- 1964–1966: Konteramiral Oiva Lennes
- 1966–1974: Viceamiral Jouko Pirhonen
- 1974–1977: Konteramiral Stig-Olof Wikberg
- 1977–1978: Rear Amiral Bo Klenberg
- 1978–1980: Konteramiral Jorma Haapkylä
- 1980–1983: Viceamiral Jan Klenberg
- 1983–1990: Konteramiral Juha Tikka
- 1990–1996: Viceamiral Sakari Visa
- 1997–2001: Viceamiral Esko Illi
- 2001–2009: Viceamiral Hans Holmström
- 2009–2011: Viceamiral Juha Rannikko
- 2011–2013: Konteramiral Veli-Jukka Pennala
- 2013–2015: Viceamiral Kari Takanen
- 2016–2018: Viceamiral Veijo Taipalus
- 2019–20xx: Konteramiral Jori Harju

### Stabschefen för Marinen
- 1918–1918: Korvettkapten Alfred Reuter
- 1918–1919: Kommodor Hjalmar von Bonsdorff
- 1919–1923: Kommodor Gustaf von Schoultz
- 1923–1926: Befälhavare Yrjö Roos
- 1926–1927: Befälhavare kapten Arvo Wirta
- 1927–1930: Befälhavare kapten Kauko Ikonen
- 1930–1936: Befälhavare Eero Rahola
- 1936–1938: Kommodor Svante Sundman
- 1938–1941: Befälhavare Ragnar Hakola
- 1941–1945: Konteramiral Svante Sundman
- 1945–1949: Kommodor Eino Huttunen
- 1949–1952: Överste Niilo Kesämaa
- 1952–1953: Befälhavare Orvo Peuranheimo
- 1953–1964: Kommodor Oiva Lennes
- 1964–1966: Kommodor Olavi Haikala
- 1966–1969: Kommodor Olavi Knaapi
- 1969–1970: Kommodor Stig Wikberg
- 1970–1974: Kommodor Jorma Haapkylä
- 1974–1976: Kommodor Terho Heltimoinen
- 1977–1977: Kommodor Bo Klenberg
- 1977–1980: Kommodor Juha Tikka
- 1980–1984: Kommodor Seppo Hirvonen
- 1984–1990: Kommandör Kari Dahlbo
- 1990–1997: Kommodor Seppo Lintula
- 1997–1999: Kommodor Heikki Salmela
- 2000–2002: Flottiljamiral Pertti Malmberg
- 2003–2005: Flottiljamiral Hanno Strang
- 2006–2011: Flottiljamiral Veli-Jukka Pennala
- 2011–2013: Flottiljamiral Veijo Taipalus
- 2013–2016: Flottiljamiral Juha Vauhkonen
- 2016–2018: Flottiljamiral Timo Hirvonen
- 2019–2022: Flottiljamiral Tuomas Tiilikainen
- 2022–20xx: Flottiljamiral Jukka Anteroinen

## Namn, beteckning och förläggningsort
| Marinstaben | 1918-07-?? | – |  |

| MERIVE | 1918-07-?? | – |  |

| Helsingfors (F) | 1919-??-?? | – | 2007-??-?? |
| Åbo (F)         | ????-??-?? | – |            |